# Neritos psamas
Neritos psamas là một loài bướm đêm thuộc phân họ Arctiinae, họ Erebidae.